# Veronica (Storm)

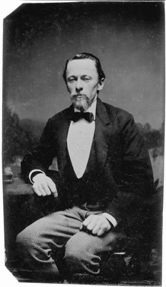
Theodor Storm in den 1860er Jahren

Veronica ist der Titel einer kurzen Novelle Theodor Storms, die 1861 während seiner Tätigkeit als Kreisrichter in Heiligenstadt entstand und im selben Jahr im Sammelband Drei Novellen veröffentlicht wurde.
Sie spielt während der Karwoche und umfasst drei charakteristische Episoden, in denen sich die katholische Protagonistin schrittweise aus kirchlichen Bindungen löst. Mit der etwas später entstandenen, wesentlich umfangreicheren Erzählung Im Schloß verbindet sie der religionskritische Ansatz.

## Form und Inhalt
Das Werk umfasst die Karwoche zwischen dem Vorabend von Palmsonntag und Ostersonntag. Die drei Abschnitte der auktorial erzählten Novelle sind mit In der Mühle, Palmsonntag und Im Beichtstuhl überschrieben.
Am Tag vor Palmsonntag begibt sich ein Justizrat in Begleitung seiner Frau Veronica, seines Cousins Rudolf und eines Schreibers zum Gehöft eines altersschwachen Müllers, der die Mühle seinem Sohn überlassen will.
Seit Rudolf vor einigen Monaten als Architekt in die Stadt gekommen ist, besucht er nahezu täglich das Haus seines Vetters, der wie er einer protestantischen Familie angehört, während Veronica katholisch ist. Bald verliebt er sich in die schöne schwarzhaarige Frau, was dem Justizrat entgeht; der angesehene Advokat freut sich eher, dass seine Frau einen anregenden Gesprächspartner gefunden hat, denn beide verbindet das Interesse am Zeichnen.
Während der Justizrat sich im Wohngebäude des kranken Mannes aufhält, durchwandern Veronica und Rudolf den Garten und gelangen zum dunklen Mühlenhaus, das vom Klappern und dem Getöse des herabstürzenden Wassers erfüllt ist. Am Kammrad fühlt sie, wie er ihre Hände ergreift und sie zur Seite zieht, was sie geschehen lässt. Erst als die Mühle stillsteht und die beiden über sich den Mühlknappen hören, entzieht sie sich und begibt sich ins Wohnhaus. Der Kranke liegt im Bett, über dem ein Kruzifix mit einem Rosenkranz befestigt ist, und bestätigt den aufgesetzten Vertrag. Veronica verlässt die bedrückende Szene. Wie aus einem Traum erwacht, sieht sie in der Dämmerung das „Leben in seiner nackten Dürftigkeit“ vor sich und erkennt einen „endlose(n) öde(n) Weg“, der nur in den Tod münden kann.
Der kurze zweite Abschnitt schildert den Palmsonntag, an dem die Straßen von den Landleuten der umliegenden Dörfer wimmeln. Veronica ist im Schlafgemach, hört das Getöse der katholischen Osterprozession und das monotone Murmeln des Angelusgebets mit dem Ave Maria und spricht die Worte mit.
Als das Castrum doloris sich naht und der Schall der Posaunen wie der Ruf zum Jüngsten Gericht zu hören ist, sinkt sie zu Boden und bittet mit den Worten des Lukas um Vergebung ihrer Sünden.
Im abschließenden Kapitel beschreibt Storm den Justizrat als einsichtigen Mann, der nicht in die Kirche geht, seine Frau aber gewähren lässt und erwartet, dass sie sich schrittweise von orthodoxen Vorstellungen befreit. Er gehört „zu der immer größer werdenden Gemeinde“, die im Christentum kein Wunder, sondern bloß „ein natürliches Ergebnis aus der geistigen Entwicklung der Menschheit“ erblickt.
Seit ihrer Eheschließung empfing sie die Sakramente des Abendmahls und der Beichte nur noch zu Ostern. Nun fühlt sie sich schuldig, da sie die Annäherungsversuche des Vetters nicht umgehend zurückgewiesen hat, und will der Pflicht nachkommen. Doch sie verschiebt den Gang, verbringt schlaflose Nächte und wird täglich blasser. Als ihr Mann sie besorgt anspricht, wehrt sie ab, begibt sich dann aber in schwarzer Kleidung zur Kirche. Im Beichtstuhl spricht sie die Einleitungsformel, zögert dann und verstummt. Etwas sträubt sich in ihr, sie spürt den inneren Kampf und fragt sich, ob dies nicht eine „Lockung der Todsünde ist“, von der sie sich befreien wollte. Doch auch als der stiernackige Geistliche mit dem „Zauber der Überredung“ zu sprechen beginnt, ist das „neu erwachte Gefühl stärker als alle Macht der Rede und alle Gewöhnung ihrer Jugend“.
So bittet sie um Verzeihung und verlässt die Kirche, ohne das Zeichen der Kreuzes empfangen zu haben. Draußen auf dem sonnigen Platz spürt sie den Frühling, der sie wie eine Botschaft berührt. Nachdem sie das Haus erreicht hat, vertraut sie sich ihrem Mann an und fühlt, wie seine Arme sie „immer fester“ umschließen.

## Entstehung und Hintergrund
Das Werk entstand, während Storm im katholischen Eichsfeld als Kreisrichter arbeitete, und wurde 1861 zusammen mit Späte Rosen und Drüben am Markt bei Heinrich Schindler in Berlin unter dem Titel Drei Novellen veröffentlicht.
Schindler hatte 1855 bereits die Sammelbände Ein grünes Blatt und Zwei Sommergeschichten und im Jahr darauf die Gedichte publiziert. 1860 folgte die Sammlung In der Sommer-Mondnacht mit den Erzählungen Auf dem Staatshof, Wenn die Äpfel reif sind, Posthuma und dem Kunstmärchen Der kleine Häwelmann. 1868 wurde Veronica unverändert in die Schriften aufgenommen.
Eingebettet in ein Netz symbolischer Verweise, beleuchtet die Novelle Veronicas Traditionsbindung und schrittweise Loslösung aus überkommenen Glaubensvorstellungen. Obwohl es nicht zum Ehebruch gekommen ist, fühlt sie sich genötigt, zu beichten, spürt dann aber einen sittlichen Widerstand, das Intime gegenüber einem Fremden auszusprechen. Sie verzichtet bewusst und vertraut sich stattdessen ihrem verständigen Mann an, dessen Überzeugen Storms eigene Vorstellungen widerspiegeln.
Storm wendet sich gegen das starre Festhalten an Glaubenssätzen, die er zu dieser Zeit kennenlernte und in zahlreichen Details festhielt. Zu ihnen gehören neben der Beichte und der Rechtfertigung auch das Angelusgebet, der Rosenkranz und weitere Elemente katholischer Frömmigkeit.

## Interpretationsansatz
Der Name der Protagonistin verweist auf die heilige Veronika, die der Legende zufolge dem gepeinigten Christus auf seinem Weg nach Golgatha das Schweißtuch reichte.
Veronica befreit sich aus einer angstbesetzten Bindung an die Kirche in eine lebensbejahende Liebe. Nach Auffassung Heinrich Deterings inszenierte Storm diesen Übergang als säkularisierte Version des Weges vom Kreuz zur Auferstehung.
In einer Notiz zu dieser Novelle und der etwas späteren Im Schloß bezeichnete er diesen Weg als mutige Entwicklung von angstvoller Verblendung in „die Wahrheit“. Die Angst vor ihr sei „tausendmal größer als die Furcht vor Gott dem Herrn.“
Die so vorausgesetzte Wahrheit wechselt in der Novelle zwischen einem Pessimismus, der an die Willensmetaphysik Arthur Schopenhauers erinnert, und einem vitalistischen Optimismus, der sich in den Reflexionen der längeren Erzählung findet. Ist die Welt auf der einen Seite hoffnungslos und todesverfallen und muss der Trost der Religion als illusorisch verworfen werden, erscheint sie auf der anderen Seite als Bühne des glücklichen Lebens, das in die Liebe mündet.
So wird Veronica im ersten Kapitel mit dem Leiden des Müllers konfrontiert, der seine Mühle nicht mehr bewirtschaften kann und an seinen Sohn abgeben muss. In der Annäherungsszene variiert Storm das romantische Motiv der Mühle mit dunklen Farben: Das Wasser rauscht eintönig und stürzt in die Tiefe, versinnbildlicht so die zerstörerische Allgegenwart des Todes. Auch die Mondnacht ist in diese Stimmung getaucht, indem Veronica wie aus einem Traum zu erwachen scheint und das dürftige Leben erblickt wie nie zuvor. In der „trostlosen Wirklichkeit“ angekommen, liegt ein „endloser öder Weg“ vor ihr, der nur in den Tod münden kann. Diese düstere Einsicht konvergiert mit der liturgischen Bedeutung der Karwoche, der Passion und der Verzweiflung der Jünger.
Im abschließenden Kapitel Im Beichtstuhl kontrastiert die Dunkelheit des Karfreitags mit einem hellen und säkularisierten Frühlingserwachen, so wie Storm später in seinem Gedicht Crucifixus dem Kreuz die lichterfüllte Natur gegenüberstellen wird. Veronica bekennt die Anfechtungen in den Armen ihres Mannes, vollzieht gleichsam eine diesseitige Auferstehung. Just als sie die Beichte verweigert, sich auf den neuen Weg macht und draußen auf dem sonnigen Platz steht, lässt sie die melancholische Landschaft hinter sich und findet sich in einer verwandelten Welt, die ihr entgegenkommt: Es „war ja Frühling draußen in der Welt.“
Die Gegenüberstellung gemahnt an das fragmentarische Gedicht An deines Kreuzes Stamm, das mit dem Vers endet: „Wir müssen unser eigner Heiland sein“ und so die Botschaft des Novellenendes resümiert.